# ПФК Локомотив (София) през сезон 2020/21
Сезон 2020/21 е 92-рият сезон в историята на Локомотив София и 5-тият пореден сезон във Втора лига. Той обхваща периода от 07 август 2020 г. до 21 май 2021 г. Поради пандемията от Ковид-19 голяма част от мачовете през сезона се играят при закрити врати. Локомотив празнува завръщането си в елита след директно класиране и второ място във Втора лига за сезон 2020/2021. За втори път (след Димитър Георгиев) футболист на Локомотив - Светослав Диков е голмайстор на лигата, a Александър Александров записва най-много асистенции сред футболистите от второто ниво на българския футбол.

## Преглед на сезона
| Турнир           | Стартиране               | Класиране                | Първи мач         | Последен мач      |
| ---------------- | ------------------------ | ------------------------ | ----------------- | ----------------- |
| Втора лига       | –                        | 2                        | 08 август 2020    | 21 май 2021       |
| Купа на България | Втори предварителен кръг | Втори предварителен кръг | 29 септември 2020 | 29 септември 2020 |

## Състав2020/2021
29 футболисти са част от състава, като 27 записват участие в двубоите от първенството на втория ешелон на българския футбол.

Към 1 септември 2020 г.

## Втора професионална футболна лига
* Всички срещи са в българско часово време

| Дата                         | Съперник         | Д / Г | Резултат | Голмайстори                               | Зрители | Място |
| ---------------------------- | ---------------- | ----- | -------- | ----------------------------------------- | ------- | ----- |
| Събота, 08 Август 2020 18:30 | Спортист (Своге) | Г     | 0–2      | Денислав Станчев 06', Светослав Диков 52' |         | 1     |

## Купа на България
* Всички срещи са в българско часово време

* Последна промяна: 15 юни 2021
| Дата                       | Съперник        | Д / Г | Резултат | Голмайстори               | Зрители |
| -------------------------- | --------------- | ----- | -------- | ------------------------- | ------- |
| Вторник, 29 Септември 2020 | Спартак (Варна) | Г     | 2–1      | Павел Петков 35' от дузпа | 600     |